# Ipuka melantherae
Ipuka melantherae är en insektsart som beskrevs av Van Harten och Ilharco 1976. Ipuka melantherae ingår i släktet Ipuka och familjen långrörsbladlöss. Inga underarter finns listade i Catalogue of Life.